# Angélica Tanarro
Angélica Tanarro Martín (Madrid) es una periodista y escritora española, especializada en información cultural. Ha sido jefa de Cultura de El Norte de Castilla y coordinadora de su suplemente literario La Sombra del Ciprés. Es doctora en periodismo.

## Trayectoria
Licenciada en Ciencias de la Información por la Universidad Complutense de Madrid, comenzó su trayectoria en El Adelantado de Segovia donde empezó a interesarse por la información cultural y por la perspectiva de género en la información. Creó la sección Mujeres Hoy para destacar a profesionales que empezaban a sobresalir en campos tradicionalmente ocupados por hombres. En 1992 cofundó la edición de Segovia de El Norte de Castilla. Como periodista ha trabajado también para medios como RNE, la Agencia Ical y el desaparecido diario El Independiente.
En la redacción central de El Norte de Castilla fue jefa de Cultura y coordinadora de su suplemento literario La Sombra del Ciprés, que obtuvo el premio Liber al fomento de la Lectura. Ejerce la crítica de arte, literatura y cine.
Ha compatibilizado su labor periodística con la docencia. Primero en la Universidad de Valladolid, donde impartió clases como profesora asociada en la Licenciatura de Periodismo. Después en el Centro de Estudios Hispánicos de Segovia.
Imparte conferencias y seminarios de arte, literatura y cine, en este apartado ha participado en el curso de verano de la Cátedra de Cine de la Universidad de Valladolid.
Desde el comienzo de su carrera ha estado vinculada a la organización de actividades culturales como la Tertulia de los Martes, en Segovia, por la que pasaron las figuras más relevantes de la Literatura, el Arte y el Cine en España. Actualmente coordina para la Fundación Miguel Delibes el ciclo Cronistas del Siglo XXI que convoca a profesionales del periodismo de larga y brillante trayectoria. Es asidua del Hay Festival donde ha entrevistado a escritores como Soledad Puértolas, Manuel Vilas, Carme Riera y Luis Mateo Díez, entre otros.
Forma parte de jurados tanto literarios como cinematográficos. Entre los primeros el del Premio de la Crítica de Castilla y León desde su fundación hasta 2017. Actualmente preside el jurado del Premio de novela Ateneo Ciudad de Valladolid, como directora de la Sección de Literatura de dicha institución.
Como miembro del comité asesor de la Fundación Villalar formó parte del jurado que seleccionaba las becas de Creación Artística de Castilla y León.
En el plano cinematográfico ha formado parte del jurado de la Semana de Cine de Medina del Campo, del Festival Cinhomo y de las secciones Castilla y León en corto y premio Fundos en la Semana Internacional de Cine de Valladolid (Seminci).
Sus artículos y entrevistas aparecen en revistas y publicaciones especializadas del ámbito cultural como Publishers Weekly, Turia o Revista de Occidente.
Escribe relato breve y poesía. Sus poemas se han publicado en revistas literarias como El signo del gorrión, El Cuaderno del Matemático, Piedra del Molino, El Cuaderno Digital, entre otras.
Sus trabajos sobre arte contemporáneo aparecen en catálogos de las obra de artistas como Luis Cruz, Ángel Marcos, José Luis Pajares, Fernando Zamora, Germán Sinova, Jesús González de la Torre, entre otros.
Como conferenciante y ponente participa con asiduidad en congresos sobre Periodismo, Cultura y Feminismo.
Es miembro de la Asociación Clásicas y Modernas.

## Investigadora de la obra de Carmen Martín Gaite
Angélica Tanarro se doctoró en 2016 en la Universidad de Valladolid con una Tesis sobe "La obra periodística de Carmen Martín Gaite", en la que investiga sobre su faceta como crítica literaria. En La Sombra del Ciprés dedicó una de sus portadas al legado de la escritora en la casa familiar de El Boalo (Madrid). Es además miembro del consejo asesor de la Fundación Martín Gaite.

## Publicaciones

### Poesía
- 1994 - Serán distancia, Tertulia de los martes Editorial, Segovia. ISBN 86-606-1807-2.
- 2022 - Memoria del límite, con fotografías de Rafael Doctor.[11]
- 2024 - Lo que (no) sé de las palabras, Cálamo Poesía, Menoscuarto Ediciones, ISBN 978-84-19964-17-5.[12][13][14][15][16]

### Artículos en revistas y libros
- Artículos en revistas y libros, Dialnet

### Artículos en prensa
- Angélica Tanarro en El Norte de Castilla

### Antologías
- 2010 - En español. Luvina 61, Revista de la Universidad de Guadalajara (México). Invierno de 2010.
- 2010 - Antología de Escritores. Castilla y León en la Feria del Libro de Guadalajara (México). 2010. Junta de Castilla y León. Valladolid.
- 2014 - Palabras del inocente. Antología para el Centenario de Gastón Baquero. Fundación Salamanca Ciudad de Cultura y Saberes. Salamanca.

### Capítulos de libros (selección)
- 1989 - Historia del Teatro Juan Bravo. Diputación Provincial de Segovia.
- 2002 - Lorenzo Frechilla, escultor. Capítulo para el libro Personajes Vallisoletanos. Diputación Provincial de Valladolid. Valladolid.
- 2012 - Atrapados por la luz. Capítulo del libro ‘Segovia vuelo del agua’. Editorial: Forcal.
- 2015 - Flannery O’Connor. Capítulo del libro ’50 escritores’. Con dibujos de César Fernández Arias. Papeles mínimos ediciones. Madrid.
- 2017 - Ese lugar que guarda la vida. Capítulo del libro homenaje a Olvido García Valdés, ‘El sol desde la sombra’. Ayuntamiento de Leganés. Madrid.
- 2017 - Una mañana danesa. Capítulo del libro ‘Cultura y trabajo’. Ediciones de la Fundación Jesús Pereda. Valladolid.
- 2020 - Rosa Chacel. Capítulo del libro ‘Vislumbres de España, Italia e Iberoamérica’. Embajada de España en Italia.
- 2022 - Festivales, una historia de tesón e inestabilidad. Capítulo del libro Historia reciente del teatro en Castilla y León’. VVAA Ediciones de la Universidad de Valladolid/ Junta de Castilla y León.

### Libro-entrevista
- 2019 - El compromiso desde la política, la docencia, la escritura y el feminismo. Carmen Alborch dialoga con Angélica Tanarro. Editorial microBooks, ISBN  9788412006438